# Marek Ast
Marek Ast, né le 27 septembre 1958 à Zielona Góra, est un homme politique polonais membre de Droit et justice (PiS).

## Biographie

### Formation et vie professionnelle
Il étudie à la faculté de droit et d'administration de l'université de Wrocław. Il devient ensuite professeur dans la ville de Wschowa.

### Engagement politique

#### Débuts et ascension
En 1990, il s'engage au sein du parti chrétien-démocrate Accord du centre (PC), fondé par Jarosław Kaczyński, et se fait élire au conseil municipal de Szlichtyngowa. Il devient bourgmestre de la ville l'année d'après. Lors des élections locales de 1998, il devient élu à la diétine de la voïvodie de Lubusz, sous les couleurs de l'Alliance électorale Solidarité (AWS). Il rejoint Droit et justice (PiS dès sa création en 2001.
À l'occasion des élections législatives du 23 septembre 2001, il postule à la Diète dans la circonscription de Zielona Góra. Il échoue à obtenir un mandat de député, de même que lors des élections législatives du 25 septembre 2005.

#### Député à la Diète
Le 5 janvier 2006, Marek Ast est nommé voïvode de Lubusz. Toutefois, à la suite de la démission de Kazimierz Marcinkiewicz le 19 juillet 2006, il prend sa suite à la chambre basse le 22 août, en tant que premier non-élu de la liste PiS. Il doit alors abandonner ses responsabilités administratives.
Il est facilement réélu au cours des élections législatives anticipées du 21 octobre 2007, totalisant 21 184 votes préférentiels, ce qui constitue le meilleur résultat des trois élus de Droit et justice. Il se présente deux ans plus tard aux élections européennes du 13 juin, dans la circonscription de Gorzów Wielkopolski, mais sa formation n'y remporte qu'un mandat, qu'il ne peut obtenir avec 9 776 suffrages de préférence.
Reconduit pour un nouveau mandat aux élections législatives du 9 octobre 2011, il se contente de 12 598 voix préférentielles, soit le plus mauvais score des trois députés de PiS. Il est de nouveau élu député à la Diète au cours des élections législatives du 25 octobre 2015, en améliorant son résultat avec 17 530 votes préférentiels, ce qui lui donne la deuxième place des cinq élus de PiS.